# Emiel Gysemans
Emiel Gysemans (ou Gijsemans), né le 20 octobre 1953 à Booischot,, est un coureur cycliste belge. Il participe à des compétitions durant les années 1970 et 1980.

## Biographie
Chez les amateurs, Emiel Gysemans devient notamment champion du monde militaire en 1975, à Bassano del Grappa. Il évolue ensuite au niveau professionnel entre 1976 et 1983 au sein de diverses équipes. Durant cette période, il se distingue principalement dans des compétitions belges en obtenant une vingtaine de victoires. Il remporte par ailleurs une édition du Tour de l'Oise.  
Ses frères Jozef et Eric Gysemans ont eux aussi été coureurs cyclistes, tout comme son beau-frère Walter Naegels et son neveu Tom Braem. 

## Palmarès

### Palmarès amateur
- 1974
  - 2e du Grand Prix d'Affligem
- 1975
  -  Champion du monde militaires sur route
  - Grand Prix de l'industrie et du commerce de San Vendemiano
  - 1re étape de l'Olympia's Tour
  - 3e de Courtrai-Gammerages
  - 3e de la Course des chats

### Palmarès professionnel
| - 1976 - Circuit des régions fruitières - Tour de l'Oise - 1977 - Harelbeke-Poperinge-Harelbeke - 2e étape du Tour de l'Oise - Circuit de Belgique centrale - Coupe Sels - 2e du Circuit de Flandre centrale - 3e du Grand Prix E5 - 3e du Tour de l'Oise - 1978 - 2e du Tour du Limbourg | - 1979 - Bruxelles-Ingooigem - Omloop van Brecht - 2e de la Maaslandse Pijl - 1980 - Flèche côtière - 2e du Circuit du Pays de Waes - 2e de Kessel-Lier - 1981 - Maaslandse Pijl |